# Gneo Cornelio Scipione Ispallo
Gneo Cornelio Scipione Ispallo (latino: Gnaeus Cornelius Scipio Hispallus) (... – Cuma, 176 a.C.) è stato un politico della Repubblica romano.

## Biografia
Era figlio di Gneo Cornelio Scipione Calvo e cugino dell'Africano.
Ispallo fu pretore nel 179 a.C. e fu eletto console nel 176 a.C. con Quinto Petilio Spurino. Durante l'anno del suo consolato fu colpito da paralisi e morì a Cuma. Al suo posto subentrò Gaio Valerio Levino, come console suffetto.